# Sandaun Province
Sandaun (Tok Pisin für Sonnenuntergang (englisch sundown)), ehemals West-Sepik, ist eine große wirtschaftlich kaum entwickelte Provinz im Westen Papua-Neuguineas. Die Provinz grenzt in nördlicher Richtung an die Bismarck-See, im Westen an die indonesische Provinzen Papua und Papua Pegunungan. Hauptstadt von Sandaun ist Vanimo.

## Bevölkerung
Die Besiedlung konzentriert sich auf die Küstenregion um Aitape und die Torricelli-Berge.
Neben den 95 lokalen Sprachen und der Verkehrssprache Tok Pisin ist die Malaiische Sprache verbreitet.

## Distrikte und LLGs
Die Provinz Sundaun ist in vier Distrikte unterteilt. Jeder Distrikt besteht aus einem oder mehreren „Gebieten auf lokaler  Verwaltungsebene“, Local Level Government (LLG) Areas, die in Rural (ländliche) oder Urban (städtische) LLGs unterschieden werden.
| Distrikt                    | Verwaltungszentrum | Bezeichnung der LLG-Gebiete |
| --------------------------- | ------------------ | --------------------------- |
| Aitape-Lumi Distrikt        | Aitape             | East Aitape Rural           |
| Aitape-Lumi Distrikt        | Aitape             | East Wapei Rural            |
| Aitape-Lumi Distrikt        | Aitape             | West Aitape Rural           |
| Aitape-Lumi Distrikt        | Aitape             | West Wapei Rural            |
| Nuku Distrikt               | Nuku               | Nuku Rural                  |
| Nuku Distrikt               | Nuku               | Palai Rural                 |
| Nuku Distrikt               | Nuku               | Yangkok Rural               |
| Nuku Distrikt               | Nuku               | Maimai Wanwan Rural         |
| Telefomin Distrikt          | Telefomin          | Namea Rural                 |
| Telefomin Distrikt          | Telefomin          | Oksapmin Rural              |
| Telefomin Distrikt          | Telefomin          | Telefomin Rural             |
| Telefomin Distrikt          | Telefomin          | Yapsie Rural                |
| Vanimo-Green River Distrikt | Vanimo             | Amanab Rural                |
| Vanimo-Green River Distrikt | Vanimo             | Bewani-Wutung-Onei Rural    |
| Vanimo-Green River Distrikt | Vanimo             | Green River Rural           |
| Vanimo-Green River Distrikt | Vanimo             | Vanimo Urban                |
| Vanimo-Green River Distrikt | Vanimo             | Walsa Rural                 |